# Nationale Sozialistische Partei Chinas
Die Nationale Sozialistische Partei Chinas (chinesisch 中國民主社會黨, Pinyin Zhōngguó Mínzhǔ Shèhuìdǎng) war eine Partei der Republik China.

## Geschichte
Als sozialdemokratische und antifaschistische Partei hatte sie keine Affinität zur Nationalsozialistischen Deutschen Arbeiterpartei. Vielmehr stand ihr Gründer, der Jurist Zhang Junmai, in engem Kontakt zur Sozialdemokratischen Partei Deutschlands. Die Nationale Sozialistische Partei Chinas wurde von Zhang als Reaktion auf die japanische Besetzung der Mandschurei gegründet und verstand ihre Position als Mittelweg zwischen der Kuomintang und der mit ihr verfeindeten Kommunistischen Partei Chinas. Zwischen 1932 und 1938 war die Partei verboten, und ihre Mitglieder wurden verfolgt. Ab 1941 gehörte sie zu einem unabhängigen Parteienbündnis, der Demokratischen Liga Chinas, das sie 1946 verließ. Zhang Junmai gehörte zu den Vätern der Verfassung der Republik China von 1946. Am 25. August 1946 hielt sie mit der Demokratischen Verfassungspartei einen Vereinigungsparteitag ab. Beide Parteien hatten zuvor starke Beziehungen zu Liang Qichaos aufgelöster Fortschrittspartei.  Angesichts der Erfahrungen mit der Nationalsozialistischen Deutschen Arbeiterpartei und früheren fälschlichen Bezeichnungen als „semi-faschistisch“, wollte die Parte ihren bisherigen Namen nicht mehr führen und benannte sich in Sozialdemokratische Partei Chinas um.

## Bedeutung
Obgleich jene sozialdemokratische Partei nur wenige Mitglieder hatte und ihr Aktionsrahmen durch die Jahre der Verfolgung 1932–1938 klein war, waren ihre Impulse für die Verfassungsentwicklung der Republik China langfristig von großer Wichtigkeit. Als Vater der Verfassung gilt nämlich ihr Vorsitzender  Zhang Junmai, der sich stark an der Weimarer Verfassung orientierte. In die neue Verfassung Chinas flossen folglich ein Grundrechtskatalog und Ausführungen zur Volkssouveränität ein, die durch Wahl und Abwahl, Referendum und Gesetzesinitiative, verwirklicht wurden. Hinzu kamen neue Angaben zum aktiven und passiven Wahlrecht, zum Wahlverfahren und zur gesetzlichen Gleichstellung von Frauen, die das nur in einigen Provinzen praktizierte Wahlrecht fortan landesweit ausüben konnten. Zusätzlich zu den gewählten Frauen in den beiden nationalen Parlamentskammern erhielten Frauen nach Artikel 26 Absatz 7 eine Mindestquote der Sitze.